# Kim Ekdahl Du Rietz

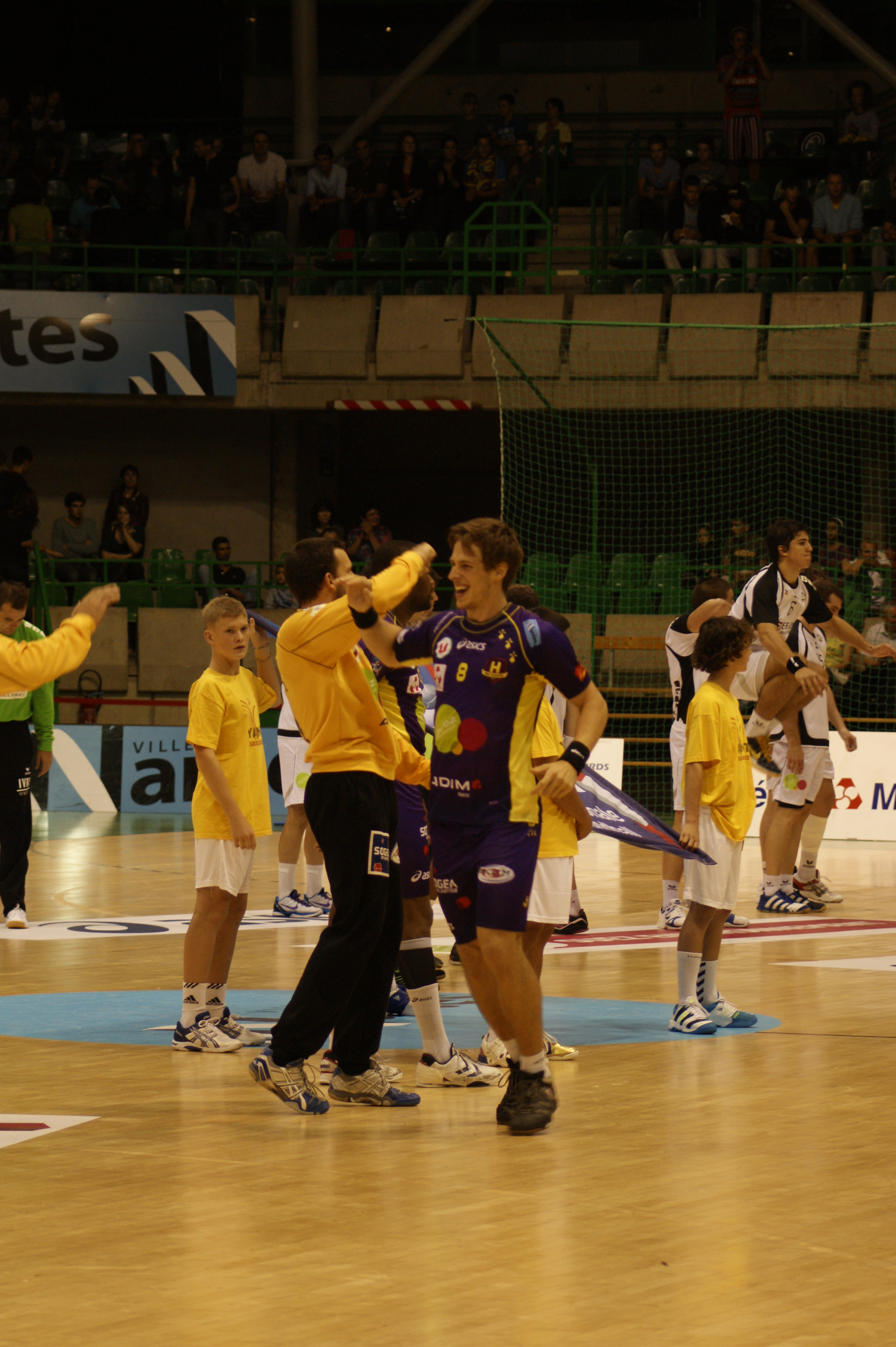
Kim Ekdahl Du Rietz med HBC Nantes, september 2011.

Kim Andreas Ekdahl Du Rietz, född 23 juli 1989 i Lund, är en svensk tidigare handbollsspelare (vänsternia).

## Handbollskarriär
Kim Ekdahl Du Rietz debuterade som 16-åring i Lugi HF:s A-lag.
Den 9 december 2007 debuterade han i A-landslaget i en match mot Tyskland. Han fick sitt stora genombrott när han deltog i VM 2011 i Sverige. 2012 var han med och tog OS-silver i London. 2014 bestämde han sig för att sluta spela i landslaget, till mångas förvåning på grund av hans relativt låga ålder, 25 år gammal.
Efter säsongen 2010/2011, då han även blev utsedd till Årets komet, värvades Kim Ekdahl Du Rietz till franska HBC Nantes. Efter en säsong i Nantes värvades han till tyska Rhein-Neckar Löwen.
Under sin femte säsong i Rhein-Neckar Löwen bestämde han sig för att sluta efter säsongen 2016/2017. I en intervju med Aftonbladet förklarade han varför han skulle sluta. Han beskrev bland annat att handboll aldrig varit hans "kall", att han "tycker inte det är roligt helt enkelt" och att han "i åratal" under matchdagar känt "ska jag spela handboll i dag igen" och "kan matchen inte bara vara slut". Säsongen avslutades med att Rhein-Neckar Löwen blev tyska mästare för andra gången i följd, med Kim Ekdahl Du Rietz som var en av lagets bästa spelare och gjorde sin bästa säsong i karriären (4,13 mål/match och 69,5 % måleffektivitet). Efter sista ligamatchen bröts kontraktet med Rhein-Neckar Löwen och han avtackades av klubbens supportrar. Därefter flyttade han till en kolonistuga i centrala Lund och planerade att åka på flera semesterresor.
I mars 2018 gjorde han comeback för Rhein-Neckar Löwen, som hade skadebekymmer, och i april samma år värvades han till franska storlaget Paris Saint-Germain HB. Den 1 oktober 2018 meddelade han att han skulle göra comeback även i svenska landslaget, med sikte på OS 2020 i Tokyo.
I maj 2020, efter att ha medverkat i VM 2019 och EM 2020, meddelade han ännu en gång att han avslutar sin karriär, både i landslag och klubblag. 
21 maj 2021, efter att ett av de tidigare klubblagen Rhein-Neckar Löwen haft mycket skadebekymmer, meddelar de att Ekdahl Du Rietz kommer att spela i de två sista slutspelsmatcherna i EHF European League tillsammans med laget, matcher som spelas 22 och 23 maj.
Under 2023 har han under några månaders tid varit tränare för Hongkongs herrlandslag.

## Meriter
- Brons vid U18-EM 2006[14]
- Brons vid U19-VM 2007
- Silver vid OS 2012 i London
- EHF-cupmästare 2013 med Rhein-Neckar Löwen
- Tysk mästare 2016 och 2017 med Rhein-Neckar Löwen